# Montfaucon-Montigné
Montfaucon-Montigné korábbi község Franciaország Loire mente régiójában, Maine-et-Loire megyében. 2015. december 15-én kilenc másik korábbi községgel egyesült és Sèvremoine új község része lett.
Lakosainak száma 2262 fő (2018. január 1.). Montfaucon-Montigné Boussay, Gétigné, Roussay, Saint-Germain-sur-Moine és Torfou községekkel határos.

## Népesség
A település népességének változása:
| Lakosok száma | 2009 | 2010 | 1814 | 1790 | 1808 | 1862 | 2123 | 2222 | 2325 | 2262 |
|               | 1962 | 1968 | 1975 | 1982 | 1990 | 2008 | 2013 | 2015 | 2017 | 2018 |